# Schuld
Schuld – miejscowość i gmina w Niemczech, w kraju związkowym Nadrenia-Palatynat, w powiecie Ahrweiler, wchodzi w skład gminy związkowej Adenau.
Miejscowość została zrujnowana przez falę katastrofalnych powodzi, która przetoczyła się przez m.in. Zachodnie Niemcy, Belgię i południową Holandię w połowie lipca 2021 roku. Fala powodziowa doszczętnie zniszczyła ok. 50 budynków.